# Granice (Maszewo)
Granice (deutsch Schmachtenhagen) ist ein Ort in der Landgemeinde Maszewo im Powiat Krośnieński in der Woiwodschaft Lebus in Polen. 2008 lebten dort 89 Menschen.

## Geschichte
Der Ort wurde 1259 wahrscheinlich als Suhnowe (möglich auch Sichnowe oder Sithnowe) von Herzog Konrad I. von Glogau an das Zisterzienserkloster Leubus gegeben und war dann bis 1530 in dessen Besitz.
Im 15. Jahrhundert wurde er als Schmechtenhayn erwähnt.
1806 befand er sich im Crossenschen Kreis in der Neumark in Brandenburg und hatte 169 Einwohner.
Vor 1914 wurde die Siedlung Waldsee auf der Gemarkung des Dorfes gegründet. Schmachtenhagen war Sitz eines Amtsbezirks. 1939 lebten dort 220 Einwohner.
1945 kam der Ort unter polnische Verwaltung und erhielt den Namen Granice.

## Persönlichkeiten
- Eduard Lindenberg (1858–1936), preußischer Landrat des Kreises Waldbröl und zuletzt Geheimer Regierungsrat